# Euselasia angulata
Euselasia angulata är en fjärilsart som beskrevs av Bates 1868. Euselasia angulata ingår i släktet Euselasia och familjen Riodinidae. Inga underarter finns listade i Catalogue of Life.